# エリザベス・ボールデン
エリザベス・ボールデン（Elizabeth Bolden、1890年8月15日 - 2006年12月11日）は、アメリカ・テネシー州メンフィスに在住していた長寿世界一だった女性。死去時には世界史上6番目の長寿者であった。
1890年8月、解放奴隷の子として生まれ、1908年にルイ・ボールデン（1892〜1955）と結婚し、7人の子供（3男4女）に恵まれた。
2006年に彼女が死去した時点で生存していたのは89歳と86歳の2人だけであった。2006年の誕生日時点での地元紙の報道によれば、彼女には40人の孫と75人のひ孫、150人の玄孫、220人の来孫（玄孫の子）、75人の昆孫（来孫の子）がいたという。晩年、109歳の頃からテネシー州の老人ホームに住み、家族からはコミュニケーションが取れないと評された。死の2年前からは脳卒中によりほとんど眠ったままであった。
2006年12月11日、116歳118日で死去。なお、オランダのヘンドリック・ヴァン・アンデル・シッパーの死去した2005年8月30日から、2006年8月に死去したマリア・カポビージャをギネスブックが認めた2005年12月9日までの一時期、エリザベスが長寿世界一と認定されていた。